# The Merry Widow (1934)
The Merry Widow is een Amerikaanse muziekfilm uit 1934 onder regie van Ernst Lubitsch. Er werd tegelijk een Franse versie van de film gedraaid.

## Verhaal
De rijke weduwe Sonia is van plan het koninkrijk Marshovia te verlaten om te trouwen in Parijs. Graaf Daniol wordt haar achternagestuurd. Hij moet Sonia tegenhouden, maar dat gaat niet zo gemakkelijk als gedacht.

## Rolverdeling
| Acteur                | Personage           |
| --------------------- | ------------------- |
| Maurice Chevalier     | Graaf Danilo        |
| Jeanette MacDonald    | Madame Sonia/Fifi   |
| Edward Everett Horton | Boodschapper Popoff |
| Una Merkel            | Koningin Dolores    |
| George Barbier        | Koning Achmet       |
| Minna Gombell         | Marcelle            |
| Ruth Channing         | Lulu                |
| Sterling Holloway     | Mischka             |
| Donald Meek           | Valet               |
| Herman Bing           | Zizipoff            |